# Republika Dubrovník
Republika Dubrovník neboli Dubrovnická republika (chorvatsky Dubrovačka Republika), přesněji Republika Ragusa či Raguská republika (dalmátsky Republica de Ragusa, latinsky Respublica Ragusina, italsky Repubblica di Ragusa) byla italská aristokratická městská námořní republika na jihu chorvatské Dalmácie s centrem v Dubrovníku. Existovala od 14. století do roku 1808. Postupně vystřídala vazalský poměr k Byzanci, Benátské republice, Uhersku, Habsburské monarchii a Osmanské říši a byla významnou námořní republikou konkurující Benátkám. Zanikla 31. ledna 1808, kdy ji zrušil francouzský maršál Auguste Marmont, velitel francouzských jednotek, které území republiky okupovaly od roku 1806.

## Historie
Dějiny Dubrovnické republiky mohou být rozděleny na tři období. První (byzantská) doba trvala do roku 1205 (tedy dočasného rozpadu impéria okupovaného západními státy). V této době byl Dubrovnik pod nadvládou Byzantské říše, občas zde ovšem moc získala Benátská republika či Normané. V jednom případě se také podařilo chorvatskému králi Tomislavovi připojit území bohatého jadranského města ke své državě. Ve dvanáctém století pak začala vznikat dubrovnická samospráva s vlastními institucemi, která postupně získávala stále větší míru autonomie.
Druhé (benátské) období je vymezeno lety 1205–1358, kdy Dubrovník uznal za svého suveréna hlavu Benátské republiky, tedy dóžete.
Třetí období začíná rokem 1358, kdy uherský král Ludvík I. Veliký Zadarským mírem získal do správy celou benátskou Dalmácii a zároveň Višegradskou dohodou potvrdil všechny atributy státnosti Dubrovnické republice. V této době dosáhla republika svého vrcholu. Od roku 1426 měla i pevně definovány vlastní hranice. V 15. století bohatla republika díky obchodu s Osmanskou říší. Jako jeden z mála křesťanských států unikla její expanzi v regionu, musela však (podobně jako některé jiné státy) platit do Istanbulu zvláštní poplatek. Z celého Balkánu vedly obchodní stezky přes území dnešní Bosny a Hercegoviny a Černé Hory do Dubrovníku a v řadě balkánských měst existovaly malé katolické komunity dubrovnických kupců.

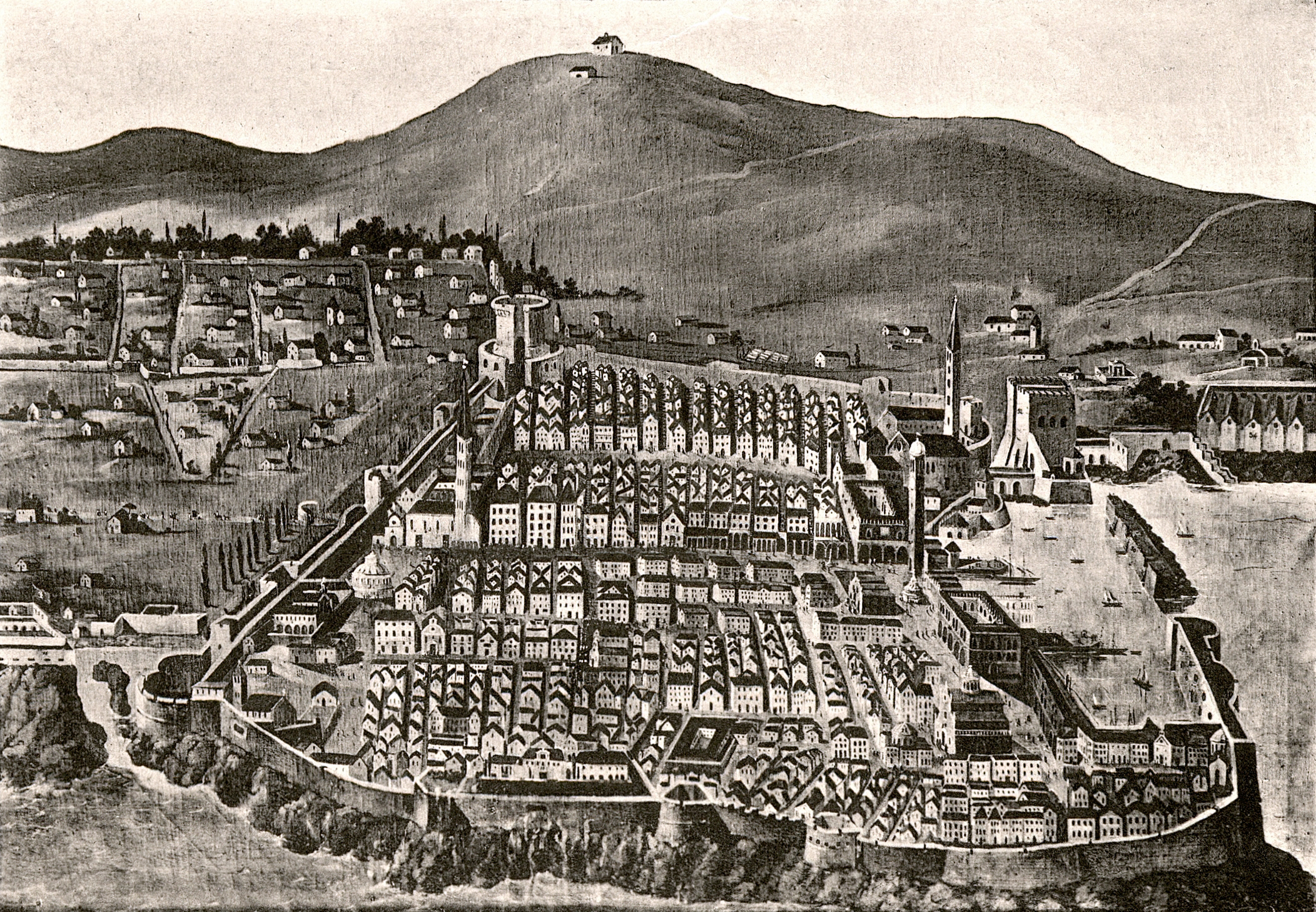
Dubrovník před zemětřesením v roce 1667

Moc republiky oslabilo zemětřesení, jež proběhlo 6. dubna 1667. To si vyžádalo několik tisíc mrtvých a značně poničilo hlavní město. Kromě Dubrovníku bylo součástí republiky i několik dalších menších měst, která však měla zanedbatelný význam. Mezi ně pařil např. Ston.
Až do roku 1808 republika existovala jako námořní síla, územně nepříliš mocná, disponující ovšem značnou obchodní váhou a loďstvem.
Konec Dubrovnické republiky přišel se začátkem 19. století. Po porážce Benátské republiky v roce 1797 byl pás pobřeží Dalmácie přičleněn pod Habsburskou monarchii. Prešpurským mírem z roku 1805 získala celou Dalmácii a Boku Kotorskou Francie. Její území však rozdělovala právě oblast Dubrovnické republiky. S příchodem císaře Napoleona a úpadkem Osmanské říše však došlo ke změně garantů bezpečnosti v Evropě, což bylo pro Dubrovník osudové. Ve strachu z ruské invaze se 27. května 1806 město vzdalo Francouzům. Do Dubrovníku vstoupila posádka 1200 francouzských vojáků pod vedením generála Lauristona. Francie však požadovala za umístění svých posádek kompenzace, jejichž placení bylo nad možnosti dubrovnického státu. Francouzi nicméně útočili proti proruským silám, které získávaly podporu mezi pravoslavným obyvatelstvem v dalmatském záhoří (na území Bosny a Hercegoviny), které patřilo Turecku. Válečné operace navíc poničily dubrovnickou loděnici a poškodily obchod, což znamenalo fatální pád přísunu financí pro republiku. Na začátku října 1806 byly protifrancouzské síly poraženy a Francie převzala celou státní správu. Dne 31. ledna 1808 generál Marmont dekretem rozpustil Senát republiky a její vládu, a tím byla formálně ukončena existence státu.

## Orgány republiky a panovnické rody

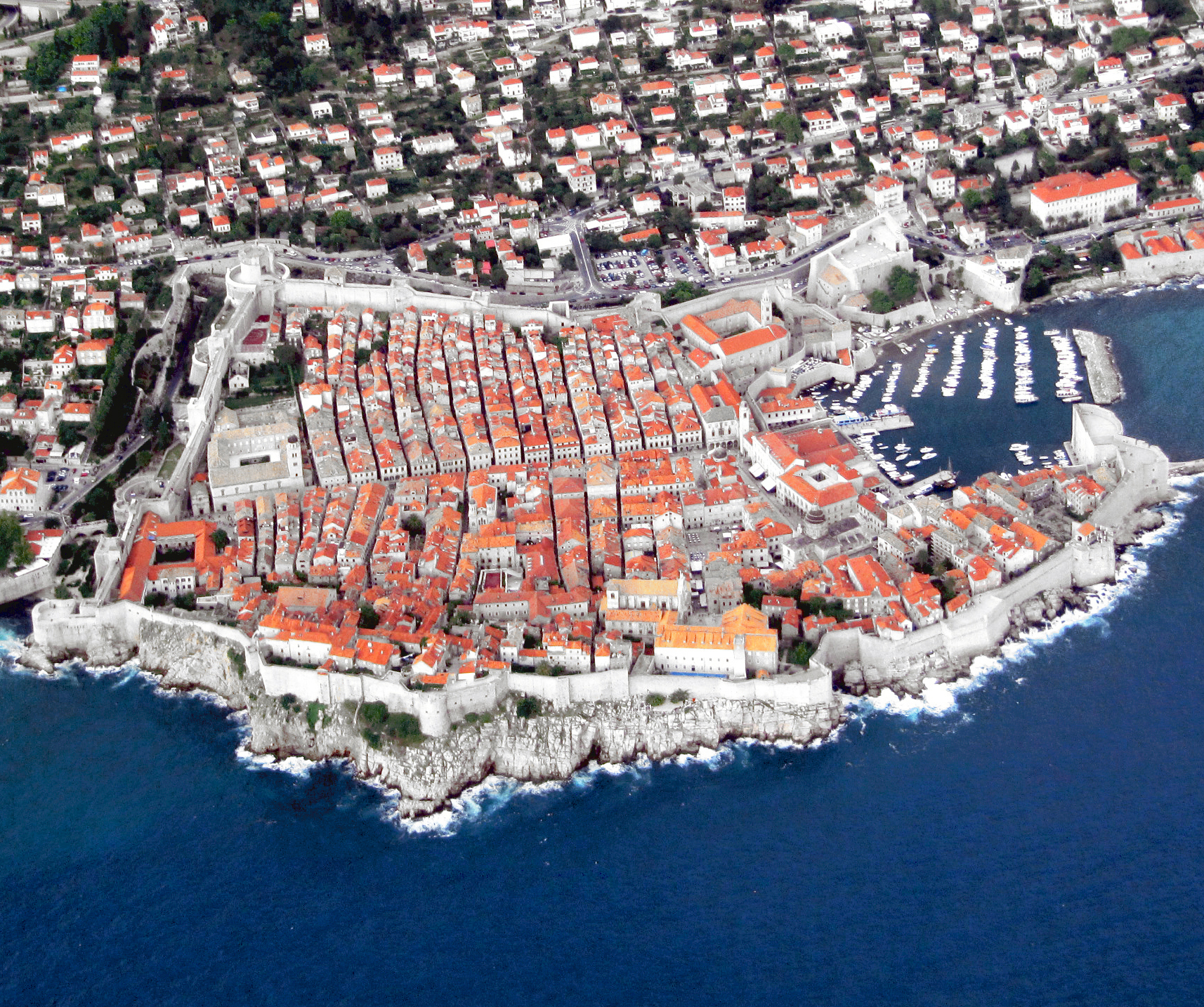
Letecký pohled na starý Dubrovník

Konstituce Dubrovnické republiky byla striktně aristokratická: obyvatelstvo bylo rozděleno na nobilitu, řemeslníky a plebs[zdroj?]. Veškerá skutečná moc byla soustředěna v rukou aristokracie. Občanům bylo dovoleno držet pouze malé úřady, zatímco plebejcům ani to. Svatby mezi členy různých tříd společnosti byly zakázány.
Velká rada (Consilium Maior) se skládala pouze ze členů aristokracie; každý šlechtic v ní dostal křeslo při  dovršení 18 let, měla v rukou nejvyšší moc. Každý rok jím bylo voleno 11 (po zemětřesení 7) členů Malé rady (Consilium minus), ta spolu s rektorem, jí voleným na období jednoho měsíce, měla exekutivní a  reprezentativní funkce. senát (Consilium rogatorum), jenž měl 45 členů volených na jeden rok, byl operativnější (snadněji se svolával a scházel) a měl pouze konsultativní roli. Takováto organizace zabraňovala jedné rodině, aby podobně jako Medicejové ve Florencii neuzurpovala moc. Přesto se historikové shodují, že Sorkočevićové byli stále mezi nejvlivnějšími. Rektor, po dobu výkonu své funkce žil a pracoval v  rektorském paláci, kdežto jeho rodina zůstávala ve svém domě (podobně jako původní florentští podestové. Patricijskými rody byli (v závorkách v pro senát povinném dalmatském jazyce (blízkém italštině)): Bobaljevićové (Bobali), Bunićové (Bona), Bondićové (Bonda), Crijevićové (Cerva), Đurđevićové (Giorgi), Džamanjićové (Zamagna), Getaldićové (Ghetaldi), Gradićové (Gradi), Gučetićové (Gozze), Gundulićové (Gondola), Kabužićové (Caboga), Lukarićové (Luccari), Menčetićové (Menze), Pucićové (Pozza), Sarakové (Saraca), Sorkočevićové (Sorgo) a Tudiševićové (Tudisi). Aristokracie byla rozdělena na dvě strany: „Salamankezi“ (konservativnější) a  „Sorbonezi“ (liberálnější). Názvy stran jsou podle universit v Salamance a Sorbonny v Paříži.
Vláda republiky měla liberální charakter a záhy jevila zájem o spravedlnost a principy humanismu. Na vlajce republiky bylo slovo „Libertas“ (svoboda) a nad vchodem do pevnosti Svatého Vavřince (Lovrijenac) byl nápis: „Non bene pro toto libertas venditur auro“ (Není dobré prodat svobodu ani za všechno zlato)[zdroj?]. Již od roku 1416 byl omezen obchod s otroky[zdroj?].

## Symbolika

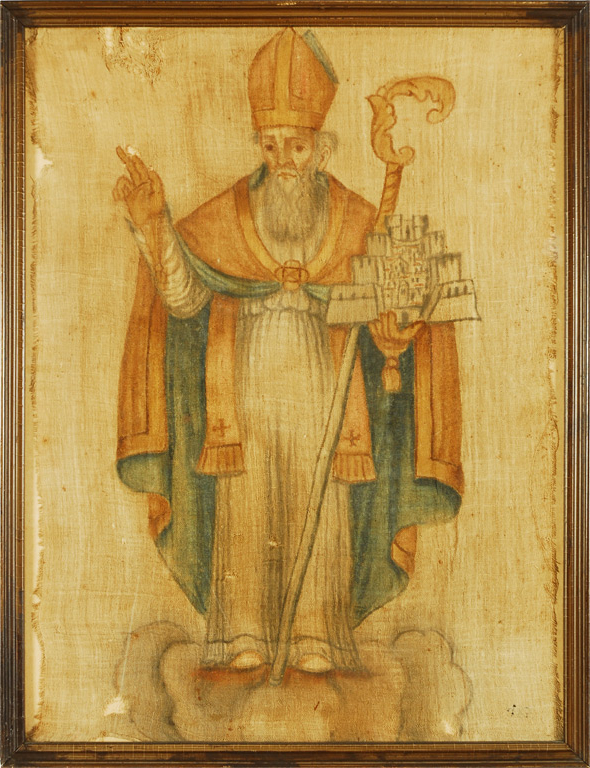
Střed z původní vlajky staré přes 200 let

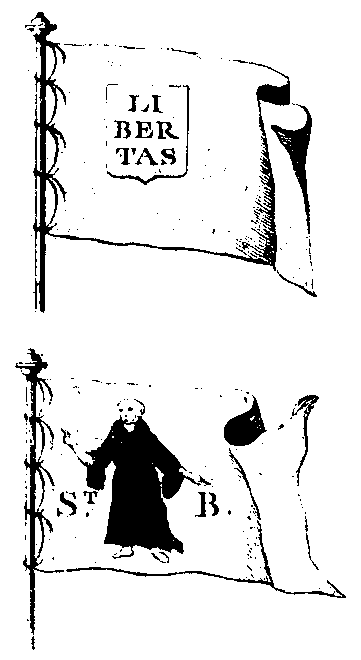
Vlajky republiky z 18. století dle francouzské Encyclopédie

znak:
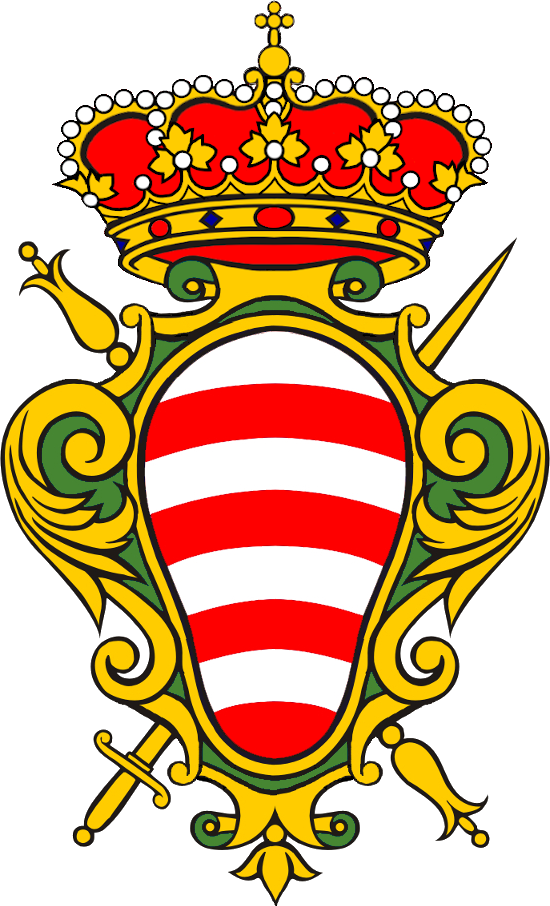
znak republiky
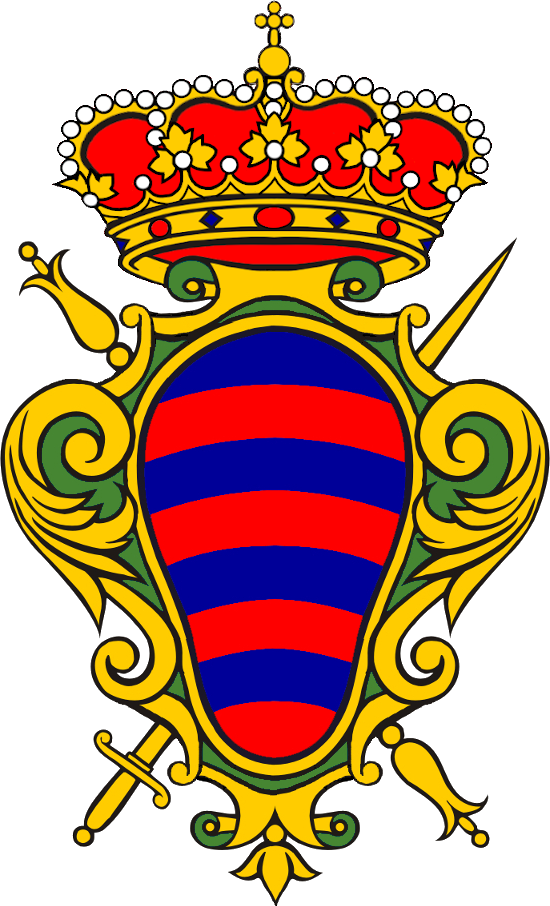
alternativní znak zaznamenaný v 18. století

vlajka:
státní vlajka, také vlajka válečná a námořní
národní vlajka
sekundární vlajka republiky
obchodní vlajka 1358–asi 1667
obchodní vlajka asi 1667–1807